# بيركهولدرية سبرنتية
بيركهولدرية سبرنتية (الاسم العلمي: Burkholderia sprentiae) هي نوع من البكتيريا، سلبية الغرام، تتبع جنس البيركهولدرية.